# 43763 Russert
43763 Russert è un asteroide della fascia principale. Scoperto nel 1987, presenta un'orbita caratterizzata da un semiasse maggiore pari a 2,3931302 UA e da un'eccentricità di 0,2972821, inclinata di 11,44332° rispetto all'eclittica.